# 蓬安接引塔
蓬安接引塔位於四川省南充市蓬安縣，文物遺址年代判定為明。2012年7月16日公佈為第八批四川省文物保護單位。
蓬安接引塔位於四川省南充市蓬安縣騎龍鄉補疤橋村西洋山東南面山腰，建於明萬曆甲寅年（1614），是原當地瓦庵寺僧人建造，作焚燒字紙之用。六角三重簷樓閣式石塔結構，呈西北一一東南向，通高6.7公尺，出塔基、塔身和；塔刹三個部分組成。塔基邊長1.17公尺，高1.5公尺，四周浮雕瑞獸圖案；塔身第底層空心，供焚燒字紙之用，高1.3公尺，邊長1.05公尺，其東南面開龕，龕內浮雕佛像一尊，結跏趺坐，雙手結印，身著袈裟。塔身刻有“南天寶勝佛、僬布口口、甘露王佛”等文字。二層高1.2公尺，邊長0.95公尺，雕有雙扇石門，呈半開啟狀，塔身六面依次刻有“皇圖鞏固，帝道遐昌，佛日增輝，法輪常轉”等字。背面題刻“大明萬曆甲寅本寺眾沙門立”。頂層高1.1公尺，邊長0.8公尺，塔眉刻“接引塔”三字。塔刹為覆缽形，頂部殘。1988年，蓬安縣人民政府公佈為縣級文物保護單位；2003年，南充市人民政府公佈為市級文物保護單位。